# Сурський Майдан
Су́рський Майда́н (рос. Сурский Майдан, чув. Сăр Майданĕ) — село у складі Алатирського району Чувашії, Росія. Входить до складу Міждуріченського сільського поселення.
Населення — 312 осіб (2010; 514 у 2002).
Національний склад:
- росіяни — 93 %